# RD-864
O RD-864 (GRAU: 15D177) é um motor soviético de foguete de combustível líquido que queimava UDMH e N2O4 num ciclo gerador de gás. Ele possui quatro câmaras de combustão exercendo a função de controle de atitude movimentando cada bocal num único eixo de +/- 55°. Ele é usado no terceiro estágio do R-36M UTTKh (GRAU: 15A18) e do Dnepr. Para o R-36M2 (GRAU: 15A18M), uma versão melhorada, a RD-869 (GRAU: 15D300) foi desenvolvida.

## Versões
- RD-864 (GRAU Index: 15D177): Versão original desenvolvida para o terceiro estágio do ICBM R-36M UTTKh (15A18) e por extensão, para o veículo lançador Dnepr.[1][2]
- RD-869 (GRAU Index: 15D300): Versão melhorada do RD-864. Foram aumentadas sua eficiência, capacidade de reignição e tempo de queima. Ela foi usada no R-36M2 (15A18M).[1][3]